# John Gallagher Jr.
John Howard Gallagher, Jr. (Wilmington, Delaware, 17 de junio de 1984) es un actor y músico estadounidense, ganador del premio Tony por su papel de Moritz Stiefel en el musical Spring Awakening de Duncan Sheik y Steven Sater.
Interpretó a Johnny en el musical de Green Day, American Idiot y a Lee en la producción de Broadway, Jerusalem y ha protagonizado las series The Newsroom y Olive Kitteridge, al igual que las películas Short Term 12 y 10 Cloverfield Lane.

## Primeros años
Gallagher nació y creció en Wilmington, Delaware junto con sus dos hermanas mayores. Sus padres John Gallagher Sr. y June Gallagher son músicos, lo que le condujo a tocar la guitarra en numerosos grupos.
De niño interpretó a Tom Sawyer en el Delaware Children's Theatre.

## Carrera en el teatro
Gallagher ha participado en tres obras del autor David Lindsey-Abaire. Interpretó a Jeff en el gran éxito de Abaire Kimberly Akimbo, apareció en la malograda producción británica Fuddy Mears, y fue aclamado por la crítica por su papel en Rabbit Hole, su debut en Broadway. También participó en la producción del Manhattan Theater Club de la obra de David Marshall Grant Current Events. Y asimismo dio vida al personaje de Moritz Stiefel en Spring Awakening, que se estrenó en Broadway el 10 de diciembre de 2006, y le valió el premio Tony de 2007 a la mejor actuación de actor de reparto en un musical.
Durante todo su periodo en Spring Awakening perteneció a la banda Old Spring Pike. El 23 de enero de 2008 sus compañeros anunciaron su salida de la misma. Al día siguiente, el mismo confirmó oficialmente este hecho en su página de Myspace. Posteriormente el grupo cambió su nombre a The Spring Standards.
Gallagher protagonizó los dramas Port Authority de Conor MacPherson y Farragut North de Beau Willimon, ambas producciones de la Atlantic Theater Company, la misma compañía que montó Spring Awakening.
Tuvo un papel en el musical American Idiot, basado en el álbum del mismo nombre de Green Day, junto a sus compañeros de Spring Awakening Brian Charles Johnson y Gerard Canonico. American Idiot se estrenó en Berkeley, California, en el teatro Berkeley Repertory Theater, el 4 de septiembre de 2009. El montaje continuó hasta el 15 de noviembre de 2009. Comenzó a dar pases de preestreno en Broadway en el teatro St James el 24 de marzo de 2010 y se estrenó oficialmente el 20 de abril de 2010. Posteriormente recibió tres nominaciones a los premios Tony de las que ganaría dos. Gallagher interpretó a Johhny, alias Jesus of Suburbia. El 10 de febrero de 2011 se anunció que Gallagher dejaría American Idiot el 27 del mismo mes y que Van Hughes proseguiría con el papel de Johny.
El 17 de febrero se anunció que actuaría en la producción de Broadway Jerusalem, del Royal Court Theater. Dirigida por Ian Rickson, se estrenó el 21 de abril de 2011 en el Music Box Theater. Hizo el papel de Lee hasta el 17 de julio de 2011.
En mayo de 2015 se anunció que volvería a Broadway en la siguiente temporada protagonizando la obra de Eugene O'Neill, Largo viaje hacia la noche, junto a Jessica Lange y Gabriel Byrne. El estreno estaba previsto para el 19 de abril de 2016.

## Cine y televisión
Ha aparecido en series de televisión como El ala oeste de la Casa Blanca, Ley y Orden: Unidad de víctimas especiales, Policías de Nueva York, Ed, Love Monkey y el telefilm The Flamingo Rising. En cuanto a sus créditos cinematográficos, estos incluyen Pieces of April, la película de Woody Allen Si la cosa funciona, Jonah Hex, The Heart Machine, Margaret de Kenneth Lonergan y el papel protagónico en Short Term 12, junto a Brie Larson.
En 2016, protagonizó el thriller 10 Cloverfield Lane, de Dan Trachtenberg; y durante ese año también interpretó al asesino en la película Hush. En 2017 interpretó a "Mike Milch", protagonista en la película The Belko Experiment.

## Música
Gallagher ha escrito música desde su adolescencia, bajo el nombre de Johnny Gallagher. Toca en vivo frecuentemente en la ciudad de Nueva York.
En noviembre de 2015, anunció que su álbum debut, Six Day Hurricane sería lanzado el 15 de enero de 2016 a través de Rockwood Music Hall. El primer sencillo "Two Fists Full" fue lanzado el mismo día en Soundcloud.

## Filmografía
| Año  | Título                 | Papel         | Notas      |
| ---- | ---------------------- | ------------- | ---------- |
| 2001 | The Flamingo Rising    | Gary          | Telefilme  |
| 2003 | Pieces of April        | Timmy Burns   |            |
| 2006 | Mr. Gibb               | Brett Mullen  |            |
| 2009 | Whatever Works         | Perry         |            |
| 2010 | Jonah Hex              | Teniente Evan |            |
| 2011 | Margaret               | Darren        |            |
| 2013 | Short Term 12          | Mason         |            |
| 2013 | Broadway Idiot         | Él mismo      | Documental |
| 2014 | The Heart Machine      | Cody          |            |
| 2016 | The Belko Experiment   | Mike Pelk     |            |
| 2016 | 10 Cloverfield Lane    | Emmett DeWitt |            |
| 2016 | Hush                   | Hombre        |            |
| 2019 | The Best of Enemies    |               |            |
| 2020 | Underwater             | Liam Smith    |            |
| 2020 | Come Play              | Marty         |            |
| 2024 | Which Brings Me To You | Wallace       |            |
| 2024 | I.S.S.                 | Christian     |            |

| Año       | Título                                     | Papel                  | Notas                                     |
| --------- | ------------------------------------------ | ---------------------- | ----------------------------------------- |
| 2002      | Ley y Orden                                | Terrence Holt          | Episodio: "Girl Most Likely"              |
| 2002      | El Ala Oeste de la Casa Blanca             | Tyler                  | Episodio: "20 Hours in America (Parte 1)" |
| 2003      | Ed                                         | Eric                   | Episodio: "The Decision"                  |
| 2003      | Policías de Nueva York                     | Ray Spier              |                                           |
| 2004      | Ley y Orden                                | Gary                   | Episodio: "Conscience"                    |
| 2006      | Love Monkey                                | Paul                   |                                           |
| 2009      | Ley y Orden: Unidad de víctimas especiales | Jeff Lynwood           | Episodio: "Lead"                          |
| 2012–2014 | The Newsroom                               | James "Jim" Harper     | Reparto principal                         |
| 2014      | Olive Kitteridge                           | Christopher Kitteridge |                                           |
| 2019      | Modern Love                                | Rob                    | Episodio 5                                |
| 2020      | Westworld Season 3                         | Liam Dempsey Jr.       |                                           |
| 2020      | Love Life                                  | Luke Ducharme          | Episodio 6                                |